# Cryptomycocolacaceae
Cryptomycocolacaceae (лат.) — семейство грибов из подтипа Pucciniomycotina, выделенное в монотипные порядок Cryptomycocolacales Oberw. & R. Bauer и класс Cryptomycocolacomycetes R. Bauer, Begerow, J.P. Samp., M. Weiss & Oberw.

## Классификация
В семейство включают 2 монотипных рода:
- Colacosiphon
- Cryptomycocolax